# Ещё люблю, ещё надеюсь
«Ещё люблю, ещё надеюсь» — советская мелодрама 1984 года. Дебют в кино Константина Лавроненко.

## Сюжет
Василий Васильевич всю свою жизнь безответно любит Агнессу. Любит, несмотря на то, что она вышла замуж за другого. Над ним подтрунивают дети Агнессы, её внуки называют его «жених бабушки». Даже муж Агнессы, по-дружески зовущий его «Вася-Вася», по-своему опекает его.
Агнесса уже мать и бабушка, да и Василий Васильевич постарел, но любит её всё так же, как и ранее. И каждый год, 6 января, он спешит с работы, чтобы поздравить её с днём рождения…

## В ролях
- Евгений Евстигнеев — Василий Васильевич
- Тамара Сёмина — Агнесса Фёдоровна Захарова
- Вячеслав Невинный — Борис Захаров, муж Агнессы
- Марина Левтова — Люся
- Константин Лавроненко — Женя
- Лилия Евстигнеева — Лидия, продавец в книжном магазине
- Борис Новиков — Павел Петрович, продавец в книжном магазине
- Валентина Талызина — Тоня, кассир в книжном магазине
- Людмила Гладунко — Зина, дочь Захаровых
- Евгений Тетервов — Пётр, сын Захаровых
- Василий Федоров — муж Зины
- Марина Зудина — жена Петра
- Александр Марин — Володя, однокурсник Жени и Люси
- Любовь Корнева — медсестра
- Вячеслав Гостинский — покупатель с рулеткой

## Съёмочная группа
- Автор сценария — Николай Лырчиков
- Режиссёр — Николай Лырчиков
- Оператор — Андрей Пашкевич, Николай Жолудев
- Композитор — Марк Минков
- Художник — Виктор Сафронов

## Места съёмок
Некоторые сцены были сняты в московских районах Ясенево и Свиблово.